# Piotr Bogatyriow
Piotr Bogatyriow (ros. Пëтр Сергеевич Богатырëв; ur. 11 marca 1991) – rosyjski lekkoatleta specjalizujący się w chodzie sportowym.
W 2010 zdobył brąz mistrzostw świata juniorów. W 2011 i 2013 triumfował w chodzie na 20 kilometrów podczas młodzieżowych mistrzostw Europy, jednak oba tytuły zostały mu odebrane z powodu dopingu. Medalista mistrzostw Rosji.

## Osiągnięcia
| Rok  | Impreza                        | Miejsce | Konkurencja      | Lokata     | Wynik    |
| ---- | ------------------------------ | ------- | ---------------- | ---------- | -------- |
| 2010 | Mistrzostwa świata juniorów    | Moncton | Chód na 10 000 m | 3. miejsce | 40:50,37 |
| 2011 | Młodzieżowe mistrzostwa Europy | Ostrawa | Chód na 20 km    | 1. miejsce | 1:24:20  |
| 2013 | Młodzieżowe mistrzostwa Europy | Tampere | Chód na 20 km    | 1. miejsce | 1:21:31  |